# Cyperus crypsoides
Cyperus crypsoides är en halvgräsart som beskrevs av Johannes Hendrikus Kern. Cyperus crypsoides ingår i släktet papyrusar, och familjen halvgräs.
Artens utbredningsområde är Sulawesi. Inga underarter finns listade i Catalogue of Life.